# .vc
.vc là tên miền quốc gia cấp cao nhất (ccTLD) của Saint Vincent và Grenadines. Đăng ký trên toàn thế giới, và nó được dùng cho nhiều trang không liên quan đến địa danh này; người ta cũng thấy nó viết tắt cho "Quỹ đầu tư mạo hiểm" (Venture Capital), "Hạt Ventura" (Ventura County), "Việt Cộng", hoặc những thứ khác, và đôi khi được quảng bá theo cách này.